# Филозофија 20. века
XX вијек је почео са приливом трауматичних догађаја који су се одразили и произвели конфликтан развој саме филозофије, полазећи од сазнања па до тачности више, у ранијим периодима постављених, апсолутних тврдњи. Са класичним тврдњама и начином размишљања које је требало срушити, као и новим друштвеним, економским, научним, етичким и логичким проблемима, филозофија XX вијека би се могла схватити, као серија више различитих покушаја реформе, очувања, алтерције и укидања, раније успостваљених граница. 
Нове студије у областима филозофији науке, филозофији математике и епистемологији, као и даље привидно антагоничне тенденције које се тичу свијести и објеката у вези, су изражене и окарктерисане у дубоким разликама између аналитичке и континенталне филозофије, чији је настанак везан за почетак XX вијека. Напредак у релативној, квантној и нуклеарној физици, генеративним наукама, као што су когнитивна наука, кибенетика, генетика и генеративна лингвистика, богата литерарна креација, као и успостваљање кинематографије као умјетничке форме, су обогатили филозофију новим и свјежим предметима за филозофско истраживање. 
Улазећи дубље, историјски догађаји као што су два свјетска рата, Октобарска револуција у Русији, 1917. године, два временски блиска, колапса Европске парламентарне демократије, 1930-тих и 1940-тих, година, Холокауст, коришћење нуклеарног оружја у Јапану, непрестано колонијалистичко насиље од стране великих сила, оснивање Уједнињених нација, настанак нове доктрине људских права, Вијетнамски рат, пропаст револуционарних идеја из 1968. године, пропаст Совјетског Савеза, те као посљедица тога, настанак економске, политичке и друштвене кризе свих земаља Источног блока, континуиране неједнакости у глобалном развоју и грађанским правима, „препород“ религијских идентитета у хришћанству, Јудаизму, исламу и Хиндуизму, који на индиректан начин доводе до често немилосрдних, локалних и регионалних ратова са религиозном подлогом, на бази етничких подјела. Све наведено доводи у питање многе филозофске доктрине, чија је база рационалне природе, стварајући потребу за одговорима на такве феномене, који би се могли дати у етици, политичкој филозофији и филозофији религије.

## Филозофске школе и тенденције
- Аналитичка филозофија
- Деконструкција
- Егзистенцијализам
- Логички позитивизам
- Нихилизам
- Феноменологија
- Структурализам

## Квази-филозофски, или политичко-филозофски покрети, школе и тенденције
- Анархизам
- Атеизам
- Католицизам
- Комунизам
- Критичка теорија
- Фашизам
- Феминизам
- Фундаментализам
- Футуризам
- Геноцид
- Људска права
- Империјализам
- Либерализам
- Маоизам
- Модернизам
- Националсоцијализам
- Национализам
- Неолиберализам
- Објективизам
- Панафриканизам
- Панславизам
- Постструктурализам
- Постмодернизам
- Релативизам
- Социјализам
- Стаљинизам
- Троцкизам
- Сионизам